# Melodinus australis
Melodinus australis là một loài thực vật có hoa trong họ La bố ma. Loài này được (F.Muell.) Pierre mô tả khoa học đầu tiên năm 1898.